# Magnus Lundberg
Magnus Lundberg (* 6. Juni 1972 in Halmstad) ist ein schwedischer Kirchenhistoriker.

## Leben
Magnus Lundberg schloss sein Theologiestudium 2002 mit einem Abschluss in Missionswissenschaften mit dem Schwerpunkt Ökumenik an der Universität Lund ab und war von 2004 bis 2015 Forscher und Universitätsdozent für Kirchen- und Missionswissenschaften an der Universität Uppsala. Seit 2016 ist er dort auch Professor für Kirchen- und Missionswissenschaften, Fachvertreter in der Kirchengeschichte. Seine Forschungen beschäftigten sich hauptsächlich mit der lateinamerikanischen Kirchen- und Missionsgeschichte mit Schwerpunkt auf der Kolonialzeit, er beschäftigte sich jedoch auch mit dem modernen katholischen Traditionalismus, der Geschichte der schwedischen Missionsforschung und der westschwedischen Wiederbelebung im frühen 19. Jahrhundert.

## Schriften (Auswahl)
- Unification and conflict. The church politics of Alonso de Montúfar OP, Archbishop of Mexico, 1554–1572. Uppsala 2002, ISBN 91-85424-69-2.
- Church Life between the Metropolitan and the Local. Parishes, Parishioners, and Parish Priests in Seventeenth-Century Mexico. Orlando 2011, ISBN 978-1-936353-03-3.
- Mission and Ecstasy. Contemplative Women and Salvation in Colonial Spanish America and the Philippines. Uppsala 2015, ISBN 91-506-2443-1.
- A Pope of their Own. El Palmar de Troya and the Palmarian Church. Uppsala 2017.